# North Coast 500

Verlauf der North Coast 500

Die North Coast 500 (kurz NC500) ist eine 516 mi (830 km) lange Ferienstraße entlang der Nordküste Schottlands. Sie beginnt und endet am Inverness Castle. Die North Coast 500 (NC500) entstand durch die North Highland Initiative.
Die Route hat die Besucherzahlen in Teilen des Nordens Schottlands erhöht, was einigen Gebieten wirtschaftliche Vorteile gebracht hat. Die Zunahme des Verkehrs belastet auch das Straßennetz, welches teilweise in schlechtem Zustand ist, sowie in Teilen aus sogenannten Single track roads besteht (einspurige Straßen mit Ausweichstellen für den Gegenverkehr).

## Verlauf
Die Strecke führt durch die historischen Counties Inverness-shire, Ross and Cromarty, Sutherland und Caithness in der Council Area Highland.
Im Uhrzeigersinn führt die Strecke von Inverness über Muir of Ord, Applecross, Gairloch, Ullapool, Durness, Thurso, John o’ Groats, Wick und Dunrobin Castle zurück nach Muir of Ord und Inverness.
Das Now Travel Magazine zählte sie zu den „Top 5 Coastal Routes in the World“. Der Telegraph bezeichnete sie als „Scotland’s Route 66“.

## Geschichte
Die North Coast 500 wurde im März 2015 vom Tourism Project Board der North Highland Initiative (NHI) ins Leben gerufen, um mit allen Aspekten des Tourismussektors zusammenzuarbeiten und um Unternehmen auf der gesamten Route Vorteile zu bieten. Es wurde festgestellt, dass in den North Highlands eine Marktlücke für ein Tourismusangebot bestand, das alle Grafschaften der Region (Caithness, Sutherland und Ross-shire) umfasste, und dass North Coast 500 diese bedienen könnte. Die Initiative wurde von Visit Scotland und Highlands & Islands Enterprise (HIE) unterstützt. Im Jahr 2015 wurde die Route vom Now Travel Magazine auf den fünften Platz in der Liste der „Top 5 Coastal Routes in the World“ gewählt. Sie wurde als „Schottlands Route 66“ beschrieben. Auch für Langstreckenfahrradfahrer gilt das NC500 als Herausforderung. Im August 2015 stellte Abenteuerradfahrer Mark Beaumont den Rekord für die 516-Meilen-Strecke auf und absolvierte sie in 37 Stunden und 58 Minuten. Am 18. Juni 2016 absolvierte der ehemalige Radprofi und Medaillengewinner der Commonwealth Games, James McCallum, die Fahrt in 31 Stunden 23 Minuten und hielt den Rekord bis zum 19. September 2020, als Josh Quigley ihn in 31 Stunden 19 Minuten und 8 Sekunden beendete. Am 4. Juni 2021 schlug der Ausdauerradfahrer und aus Durness stammende Robbie Mitchell den Rekord umfassend und verkürzte die Zeit auf 29 Stunden, 5 Minuten und 42 Sekunden.